# Spannungsquelle
Als Spannungsquelle wird ein elektrisches Bauelement (oder eine elektrische Schaltung) bezeichnet, das eine sie kennzeichnende elektrische Spannung anbietet und dazu in der Lage ist, elektrischen Strom zu erzeugen,– und zwar so viel Strom wie erforderlich ist, dass ihre Spannung in einem Stromkreis erhalten bleibt. Somit verhält sich eine Spannungsquelle wie eine spezielle elektrische Energiequelle, in der der Strom aus einem Energieumwandlungsprozess gewonnen wird. Ferner kommt sie als Lieferant von elektrischen Signalen vor. Eine Spannungsquelle kann auch ein Gegenstand sein, der lediglich ein elektrisches Feld erzeugt, dabei aber nur kurzzeitig oder in nicht verwertbarem Umfang zur Stromabgabe fähig ist.
Als wesentliche Eigenschaft hängt die Spannung nur gering oder – beim Modell der idealen Spannungsquelle – gar nicht von der elektrischen Stromstärke in der Quelle ab. Die angebotene elektrische Spannung ist im Idealfall somit unabhängig von der äußeren Beschaltung. Realisiert eine vorhandene Spannungsquelle das Modellverhalten innerhalb nur kleiner Abweichungen, so wird sie auch als Konstantspannungsquelle bezeichnet oder, wenn sie besonders präzise ist, als Referenzspannungsquelle.

## Abgrenzung
Auch wenn die Spannungsquelle Strom erzeugen kann, wird sie im Rahmen der Analyse elektrischer Netzwerke nicht als Stromquelle bezeichnet. Die Stromquelle als Gegenstück zur Spannungsquelle gibt vielmehr einen sie kennzeichnenden elektrischen Strom aus, und sie ist in der Lage, die dazu in einem Stromkreis erforderliche Spannung aufzubauen.

Schaltzeichen gemäß DIN EN 60617-2 für eine ideale Gleichspannungsquelle mit der elektrischen Spannung

Üblicherweise enthält eine überschaubar große elektrische Schaltung nur eine einzige Spannungsquelle. Fließt Strom durch die Quelle, so ist er bei einer positiven Quellenspannung im Erzeugerzählpfeilsystem ebenfalls positiv. Im Wesentlichen beschränkt sich dieser Artikel auf diesen Fall eines aktiven Betriebs.
Wo in einer elektrischen Schaltung eine Spannungsquelle in den Plan eingezeichnet wird, wird sie mit dem Schaltzeichen der idealen Spannungsquelle gekennzeichnet, und sie wird dort immer als ideale Spannungsquelle angesehen. Bei einer realen Spannungsquelle besteht jedoch eine Abhängigkeit der bereitgehaltenen Spannung von der Stromstärke. Für deren Beschreibung werden im Schaltplan weitere Bauelemente eingefügt. Im einfachsten Fall ist das ein mit der Spannungsquelle in Reihe liegender ohmscher Widerstand. Diese Kombination wird als lineare Spannungsquelle bezeichnet, der ohmsche Widerstand als Innenwiderstand. Der Widerstand existiert nicht real als diskretes Bauelement, aber im so erweiterteten Modell erlaubt er eine lineare Abhängigkeit der tatsächlich angebotenen Spannung von der Stromstärke zu beschreiben. Bei als Energiequelle genutzten Spannungsquellen ist es erwünscht, dass der Innenwiderstand möglichst klein ist.

## Arten

### Gleich- und Wechselspannungsquellen
Gleichspannungsquellen halten ihren Spannungswert zeitlich konstant. Solche Quellen, die als Energiequellen arbeiten, sind z. B. Batterien, Akkumulatoren und Netzgeräte. Ferner gibt es Spannungsquellen, die zwar wenig belastbar sind, aber als Signalquellen oder Messfühler bedeutsam sind, z. B. Thermoelemente.
Entsprechend erzeugt eine Wechselspannungsquelle eine sich zeitlich periodisch verändernde Spannung. Zu diesen Quellen gehören z. B. Generatoren, Transformatoren, Signalgeneratoren und ebenfalls Netzgeräte. Auch das elektrische Energieversorgungsnetz stellt eine Wechselspannungsquelle dar. Ferner gibt es auch hier wenig belastbare Quellen, etwa zur Übermittlung von Nachrichten oder zur Weitergabe von Mess- und Tonsignalen, z. B. Mikrofone.

### Asymmetrische, bipolare und symmetrische Spannungsversorgungen

Schaltbild für symmetrische Spannungsquelle

Hat eine Gleichspannungsquelle zwei Anschlüsse, von denen einer zum allgemeinen Bezugs- oder Massepotential erklärt wird, so spricht man von einer asymmetrischen Spannungsquelle.
Bei einer bipolaren Gleichspannungsversorgung werden gleichzeitig eine positive und negative Spannung, bezogen auf ein gemeinsames Massepotential, z. B. +15 V und −10 V, bereitgestellt. Sind die positive und negative Spannung zudem in ihren Beträgen gleich groß, so handelt es sich um eine symmetrische Gleichspannungsversorgung. Eine derartige Spannungsversorgung wird häufig für Baugruppen benötigt, die Wechselspannungen verarbeiten, beispielsweise Audioverstärker.

### Gesteuerte und geregelte Spannungsquellen
Neben der unabhängigen Spannungsquelle mit einer festen Quellenspannung gibt es die gesteuerte Spannungsquelle, deren Quellenspannung eine Funktion einer äußeren Spannung oder Stromstärke ist, die dazu an getrennten Anschlusspunkten angeschlossenen wird.
Statt über eine solche äußere Stellgröße wird die geregelte Spannungsquelle über einen Regelkreis so geführt, dass sich die Ausgangsspannung auf einen vorgegebenen Sollwert einstellt. Dadurch werden Störeinflüsse durch Veränderung der Strombelastung, Schwankungen der Netzspannung oder Temperaturdrift kompensiert. Mit manchen Labornetzteilen kann auch die Spannung am Verbraucher-Eingang (statt Quellen-Ausgang) geregelt werden, wodurch auch Einflüsse der Leitungen und Kontakte ausgeregelt werden. Dabei ist unerheblich, ob es sich bei der geregelten Spannungsquelle um eine Gleich- oder Wechselspannungsquelle handelt.

## Einzelheiten zum Verhalten

### Grundlagen
In diesem Artikel werden folgende Bezeichnungen verwendet:
- Ausgangs- oder Klemmenspannung {\displaystyle U_{\mathrm {kl} }}
- Quellenspannung {\displaystyle U_{0}}

Dabei ist {\displaystyle U_{0}} die maximale Spannung, die die Quelle liefern kann. Sie entsteht, wenn die Klemmen offen sind (Leerlauf).
- Kurzschlussstromstärke {\displaystyle I_{\mathrm {K} }}

Dabei ist {\displaystyle I_{\mathrm {K} }} die maximale Stromstärke, die die Quelle liefern kann. Sie entsteht, wenn die Klemmen widerstandslos miteinander verbunden sind (Kurzschluss).
- Innenwiderstand {\displaystyle R_{\mathrm {i} }}, auch als Quellwiderstand {\displaystyle R_{\mathrm {Q} }} bezeichnet
- Verbraucherwiderstand {\displaystyle R_{\mathrm {V} }}, auch als Lastwiderstand {\displaystyle R_{\mathrm {L} }} oder Eingangswiderstand {\displaystyle R_{\mathrm {e} }} einer Folgeschaltung bezeichnet

Ferner wird folgende Zählrichtung verwendet:
Bei einem aktiven Bauteil oder einer Quelle soll sich die Bezugsrichtung der Stromstärke gemäß dem Erzeugerzählpfeilsystem so auf die Polarität der Spannung beziehen, dass sie am Anschluss mit dem höheren Bezugspotential aus der Quelle heraustritt. Im nachfolgenden Ersatzschaltbild wird erreicht, dass bei heraustretender Leistung die Größen Spannung und Stromstärke dasselbe Vorzeichen haben. Eine positive Spannung {\displaystyle U_{\mathrm {kl} }} von a nach b erzeugt im Verbraucher eine positive Stromstärke {\displaystyle I} von a nach b. (Bei Umkehr eines der beiden Pfeile müsste in das ohmsche Gesetz ein Minuszeichen eingefügt werden.) Durch die konsequente Verwendung der Vorzeichen in der gesamten Schaltung fließt im Inneren der Spannungsquelle der Strom der Spannung entgegen.

### Ideale und reale Spannungsquellen

Ersatzschaltbild einer realen linearen Spannungsquelle (mit Verbraucher)

Als ideale Spannungsquelle wird eine Quelle bezeichnet, die unabhängig von der in ihr herrschenden Stromstärke  stets dieselbe Spannung abgibt. Klemmen- und Quellenspannung sind somit identisch; der Energievorrat der Quelle wird als unendlich angenommen. Bei realen Spannungsquellen nimmt vielfach die Spannung zwischen den Klemmen in einem nahezu linearen Zusammenhang mit der Stromstärke ab – solche linearen Spannungsquellen lassen sich ersatzweise durch eine Reihenschaltung aus einer idealen Spannungsquelle und einem ohmschen Widerstand beschreiben. Mit diesem erweiterten Modell kann bei Berechnungen der Einfluss von nachgeschalteten Lasten auf die tatsächlich anliegende Klemmenspannung der Quelle nachvollzogen werden. Je stärker die Quelle vom Verbraucher belastet wird, desto tiefer sinkt die an den Klemmen anliegende Spannung. Der Innenwiderstand begrenzt die maximale Stromstärke, die im Kurzschlussfall ({\displaystyle R_{\mathrm {V} }=0}) möglich ist. Die Kurzschlussstromstärke berechnet sich dann zu
{\displaystyle I_{\mathrm {K} }={\frac {U_{0}}{R_{\mathrm {i} }}}}
Die maximale Stromstärke ist also umso größer, je kleiner der Innenwiderstand der Quelle ist. In der Praxis kann sich der Innenwiderstand einer Spannungsquelle mit der Belastung und mit der Zeit verändern; beispielsweise ist der Innenwiderstand einer neuen Batterie viel geringer als derjenige einer verbrauchten.
Bei Spannungsquellen in der Funktion als Energiequelle ist anzustreben, dass ihr Innenwiderstand so klein wie möglich bleibt, jedenfalls viel kleiner als der des Verbrauchers. Damit besteht andererseits die Gefahr eines zerstörerischen Überstroms bei Kurzschlüssen, weshalb der Überstrom schnell durch Sicherungen abgeschaltet werden muss. Bei elektronischen Spannungsquellen ist im Gegensatz zum Modell der idealen Spannungsquelle der abgebbare Strom begrenzt. Überschreitet der Strom eine bestimmte Grenze, kann die Spannung einbrechen.
Bei Spannungsquellen in der Funktion als Signalquelle, die nur begrenzt Leistung erzeugen können, gelten andere Gesichtspunkte, siehe weiter unten im Abschnitt Leistung.

### Kennlinien

Kennlinien idealer (rot), linearer (türkis) und nichtlinearer (grün) Spannungsquellen

Die Klemmenspannung {\displaystyle U_{\mathrm {kl} }} einer Spannungsquelle mit der Quellenspannung {\displaystyle U_{0}} als Funktion der entnommenen Stromstärke {\displaystyle I} kann grafisch als Kennlinie dargestellt werden.
- Bei einer idealen Spannungsquelle ist diese gemäß der Definition eine waagerechte Gerade. Sie ist nebenstehend als rote Linie dargestellt.
- Eine reale Spannungsquelle mit einem Innenwiderstand {\displaystyle R_{\text{i}}>0} liefert eine fallende Kennlinie, bei der die Spannung mit steigender Stromstärke abnimmt. Für das oben gezeigte Ersatzschaltbild gilt:

{\displaystyle U_{\text{kl}}=U_{0}-I\,R_{\text{i}}}.
- Bei einer linearen Quelle mit einem ohmschen Innenwiderstand ergibt das eine geneigte Gerade. Dazu sind zwei Kennlinien mit unterschiedlichem Innenwiderstand in der Farbe Türkis dargestellt. Sie erreichen {\displaystyle U_{\mathrm {kl} }=0} bei der jeweils zutreffenden Kurzschlussstromstärke {\displaystyle I_{\mathrm {K} }}.
- Eine nichtlineare Quelle weist eine gekrümmte Kennlinie auf. Ein Beispiel einer solchen Quelle ist die Solarzelle. Deren Verhalten ist in Grün dargestellt. Nur im flachen Bereich ihrer Kennlinie kann diese Quelle als Spannungsquelle angesehen werden, im steilen Bereich bei Annäherung an den Kurzschluss wird ihr Verhalten durch eine Stromquelle angemessener beschrieben. Jeder Einzelfall von Nichtlinearität erfordert eine spezielle Ersatzschaltung, so dass hier keine Einzelheiten behandelt werden können.

### Leistung
In Blick auf die elektrische Leistung sind bei einer Spannungsquelle zu unterscheiden
- die von der Quelle erzeugbare Leistung,
- die im Zusammenhang mit einem Verbraucher erzeugte Leistung,
- die einem Verbraucher zugeführte Leistung.

Die meisten in der Praxis vorkommenden Spannungsquellen verhalten sich bei bestimmungsgemäßem Einsatz wie das Modell der linearen Quelle mit {\displaystyle R_{\mathrm {i} }\ll R_{\mathrm {V} }}; dann gilt Spannungsanpassung unabhängig von der Stromstärke oder Belastung. Dazu muss die von der Quelle erzeugbare Leistung deutliche Reserven haben gegenüber der tatsächlich erzeugten.
Gemäß Ersatzschaltbild gilt bei einer realen Spannungsquelle mit dem Innenwiderstand {\displaystyle R_{\mathrm {i} }} zusammen mit einem Verbraucherwiderstand {\displaystyle R_{\mathrm {V} }}
{\displaystyle U_{\text{kl}}=U_{0}-I\,R_{\text{i}}=I\,R_{\text{V}}}.
Bei den beiden Grenzfällen des Verbraucherwiderstandes, bei Kurzschluss {\displaystyle (U_{\text{kl}}=0)} und Unterbrechung {\displaystyle (I=0)}, wird dem Verbraucher keine Leistung zugeführt. Dazwischen ist diese Leistung größer als null; somit erhält der Verbraucher bei einem bestimmten Widerstandswert zwischen den Grenzfällen ein Maximum an Leistung. Dieser Fall heißt Leistungsanpassung. Er tritt auf, wenn {\displaystyle R_{\mathrm {V} }=R_{\mathrm {i} }} ist. Die maximal zugeführte Leistung ergibt sich zu
{\displaystyle P_{\text{zu max}}={\frac {{U_{0}}^{2}}{4\,R_{\mathrm {i} }}}}.

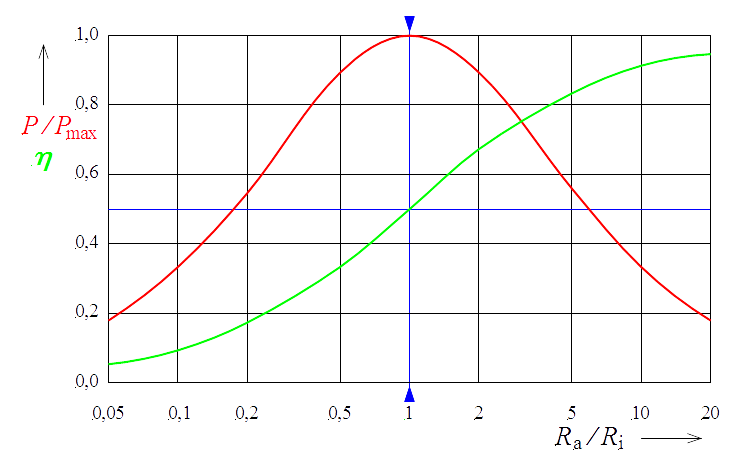
Normierte Ausgangsleistung und Wirkungsgrad einer realen Spannungsquelle in Abhängigkeit vom Widerstandsverhältnis aus Verbraucherwiderstand (im Text) zu Innenwiderstand

Bei Spannungsquellen für die Energielieferung wird diese niemals abgerufen, sondern nur bei leistungsschwachen Quellen wie z. B. Antennen. Bei in Leistungsanpassung betriebenen Quellen erhält von der erzeugten Leistung der Verbraucher die Hälfte.
Die Verlustleistung des Innenwiderstandes {\displaystyle R_{\mathrm {i} }}
{\displaystyle P_{\mathrm {i} }=I^{2}\,R_{\mathrm {i} }}
wird nahezu vollständig in thermische Leistung umgewandelt. Sie ist dafür mitverantwortlich, dass sich z. B. Batterien beim Entladen sowie Akkumulatoren auch beim Laden erwärmen. Bei einem Kurzschluss kann die am Innenwiderstand umgewandelte Wärmeenergie die Spannungsquelle und in deren Nähe befindliche Gegenstände durch Hitze beschädigen, zerstören oder in Brand versetzen.
Der Wirkungsgrad {\displaystyle \eta } einer Spannungsquelle ergibt sich aus dem Verhältnis der dem Verbraucher zugeführten Leistung {\displaystyle P_{\text{zu}}=I\,U_{\text{kl}}} zur von der Spannungsquelle erzeugten Leistung {\displaystyle P_{\text{erz}}=I\,U_{0}}. Bei der realen Spannungsquelle geht ein Teil der erzeugten Spannung an {\displaystyle R_{\text{i}}} verloren. Bei gleicher Stromstärke im gesamten Strompfad geht entsprechend auch ein Teil der Leistung an {\displaystyle R_{\text{i}}} verloren. Für {\displaystyle 0<R_{\text{V}}<\infty } gilt
{\displaystyle \eta ={\frac {I^{2}R_{\text{V}}}{I^{2}R_{\text{i}}+I^{2}R_{\text{V}}}}={\frac {R_{\text{V}}}{R_{\text{i}}+R_{\text{V}}}}}.
Für einen möglichst hohen Wirkungsgrad soll {\displaystyle R_{\mathrm {i} }\ll R_{\mathrm {V} }} sein, das ist der Zustand der Spannungsanpassung. Im Grenzfall der idealen Spannungsquelle wird {\displaystyle \eta =1}.

### Parallel- und Reihenschaltung von Spannungsquellen

#### Reihenschaltung
Wird mehr Spannung vom Verbraucher benötigt, als eine einzelne Quelle liefern kann, so ergibt die  Reihenschaltung mehrerer potentialfreier Spannungsquellen eine Gesamtspannung aus der Summe der Spannungen der einzelnen Spannungsquellen. Ebenso ist der Gesamtquellwiderstand gleich der Summe der einzelnen Innenwiderstände. Der Strom ist für alle Quellen in Betrag und Vorzeichen oder in Frequenz, Phasenwinkel und Scheitelwert identisch.

#### Parallelschaltung
Wird mehr Strom vom Verbraucher benötigt, als eine einzelne Quelle liefern kann, so dass eine Parallelschaltung von Spannungsquellen erforderlich wird, so ist dies nur bedingt und nur mit realen Quellen möglich. Dazu müssen bei Bedarf Quellenwiderstände durch externe in die Leitungen geschaltete Widerstände nachgebildet werden. Diese müssen so groß sein, dass durch ihre Spannungsverluste die Spannung am Verbraucher kleiner wird als die kleinste der Leerlaufspannungen.
Stets ist darauf zu achten, dass alle parallelgeschalteten Spannungsquellen
- bezüglich der Klemmenspannung denselben Betrag annehmen können,
- bei Gleichspannung dasselbe Vorzeichen (Polung) oder bei Wechselspannung denselben Phasenwinkel aufweisen,
- potentialfrei sind oder an demselben Pol geerdet sind; bei mehr als einem Erdpunkt können Ausgleichsströme fließen (siehe Brummschleife).

Werden diese Punkte nicht beachtet, führt dies zu einem meist unerwünschten Strom zwischen den Quellen. Je nach Stromhöhe oder Ausführung der Spannungsquellen kann dies zur Zerstörung einzelner Teilquellen führen. Diese Kriterien können auch mit entsprechenden elektronischen Schutzschaltungen, die die Spannungen der einzelnen Spannungsquellen überwachen und regeln, erfüllt werden.
Die Gesamtspannung von mehreren parallelgeschalteten Spannungsquellen ist abhängig von den Quellenspannungen und den Innenwiderständen der einzelnen Spannungsquellen, wie oben beschrieben. Der Gesamtstrom ergibt sich aus der Summe der Ströme der einzelnen Quellen. Um den Innenwiderstand zu berechnen, sind die einzelnen Spannungsquellen zu Stromquellen zu transformieren (siehe weiter unten), der Widerstand kann dann aus der Parallelschaltung der einzelnen Innenwiderstände berechnet werden.

## Transformation Spannungsquelle ↔ Stromquelle

Thévenin-Äquivalent und Norton-Äquivalent

Gemäß den Thévenin- und Norton-Theoremen lässt sich jede lineare Spannungsquelle auch als eine lineare Stromquelle ansehen. Die Spannungsquelle wird vorzugsweise dann verwendet, wenn die Klemmenspannung in der Größenordnung der Leerlaufspannung ist; die Stromquelle wird dann verwendet, wenn der Strom in der Größe des Kurzschlussstromes ist. Die nachfolgenden Gleichungen lassen sich ineinander umrechnen, die linken beschreiben die Spannungsquelle, die rechten die Stromquelle.
{\displaystyle U_{\mathrm {kl} }=U_{0}-I\cdot R_{\mathrm {i} }\quad \Leftrightarrow \quad I=I_{\mathrm {K} }-U_{\mathrm {kl} }\cdot {\frac {1}{R_{\mathrm {i} }}}}
{\displaystyle U_{\mathrm {kl} }=U_{0}-I{\frac {U_{0}}{I_{\mathrm {K} }}}\quad \Leftrightarrow \quad I=I_{\mathrm {K} }-U_{\mathrm {kl} }\;\;{\frac {I_{\mathrm {K} }}{U_{0}}}}

## Spannungsquelle im aktiven oder passiven Betrieb

Vollständige Kennlinien von Spannungsquellen: ideale SpQ (rot), lineare SpQ (türkis) und nichtlineare SpQ: (grün Solarzelle, blau: Akkumulator)

### Weiterentwicklung des Modells
Üblicherweise enthält eine überschaubar große elektrische Schaltung nur eine einzige Spannungsquelle. Fließt dann Strom durch die Quelle, so ist er bei einer positiven Quellenspannung im Erzeugerzählpfeilsystem ebenfalls positiv. Für diesen Fall sind weiter oben die Spannungs-Stromstärke-Kennlinien gezeichnet worden. Bei mehreren Quellen in einer Schaltung kann es durchaus Spannungsquellen geben, die Strom aufnehmen. Im vollständigen Modell der idealen Spannungsquelle verläuft deshalb ihre Kennlinie nicht durch einen, sondern stets durch zwei Quadranten, da der durch die äußere Beschaltung bestimmte Strom durch die Quelle sowohl positive als auch negative Werte annehmen kann. Entsprechend wird bei der linearen Quelle der Strom negativ, wenn an ihren Klemmen eine Spannung eingeprägt wird, die größer ist als ihre Quellenspannung. In dieser Verallgemeinerung wird die Quelle als aktiv wirkend oder passiv wirkend beschrieben.

Netzwerk mit zwei linearen Spannungsquellen

Das Modell der idealen Quelle ist immer in der Lage, sowohl als Erzeuger als auch als Verbraucher zu wirken. Als Verbraucher nimmt die Spannungsquelle Energie auf, die sie gegebenenfalls speichern kann. Allerdings sind nicht alle technischen Spannungsquellen für das Umkehren der Richtung des Energieflusses geeignet wie beispielsweise nichtaufladbare Batterien, Netzgeräte und Solarzellen. Dann kann ihr Verhalten nicht durch das Modell einer idealen Spannungsquelle allein beschrieben werden.
Bei einem Verbund zweier linearer Spannungsquellen wie im nächsten Bild ist für die linke das Erzeuger- und die rechte das Verbraucherzählpfeilsystem angesetzt. Die linke gibt bei {\displaystyle u_{1}>u_{2}>0} mit {\displaystyle i>0} Energie an die rechte ab. Bei {\displaystyle u_{2}>u_{1}>0} kehrt sich die Energierichtung mit {\displaystyle i<0} um.

### Reale Quellen nach dem vollständigen Modell
Eine bekannte Spannungsquelle bei Gleichspannung, die sowohl aktiv als auch passiv betrieben werden kann, ist der wiederaufladbare Akkumulator. Wenn er geladen wird, wird er als Spannungsquelle passiv betrieben. Die Zusammenhänge sind allerdings wegen elektrochemischer Vorgänge komplizierter als bei einer linearen Quelle.
Ferner können elektrische Synchron-, Asynchron- und Gleichstrommaschinen zeitweise als generatorisch (aktiv) wirkend oder motorisch (passiv) wirkend betrieben werden. Damit können Elektromotoren aktiv zu Rekuperationsbremsen werden, die eine Bewegungsenergie als elektrische Energie in einen Speicher oder ins Netz zurückspeisen. Die Spannungsquelle des Stromkreises muss dafür zu einem passiven Betrieb fähig sein.

### Rein passiv betriebene Spannungsquelle

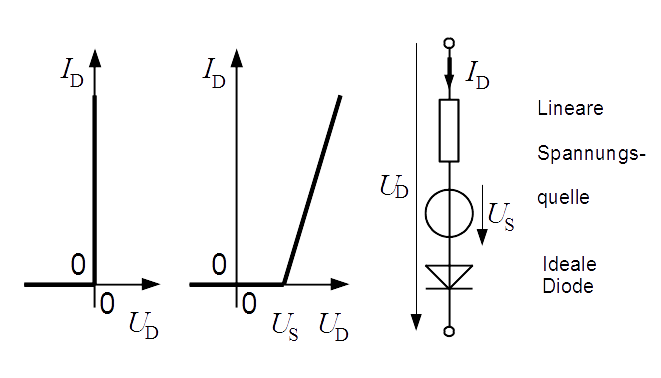
Links: Kennlinie einer idealen Diode.
Daneben: Kennlinie in besserer Annäherung an die reale Kennlinie.
Rechts: Das Ersatzschaltbild der Diode, mit dem diese Näherung modelliert wird.

Vom Modell einer rein passiv betriebenen Spannungsquelle wird im gezeigten Ersatzschaltbild einer Diode Gebrauch gemacht. Mit diesem wird das mathematisch schwer handhabbare nichtlineare Diodenverhalten durch ein abschnittsweise lineares Verhalten angenähert. Die Spannungsquelle existiert nicht real, aber im Modell liefert sie passiv wirkend die Schleusenspannung {\displaystyle U_{\mathrm {S} }}, so dass die Diode nur bei {\displaystyle U_{\mathrm {D} }>U_{\mathrm {S} }} leitet. Aufgrund ihres Verhaltens ist die Spannungsquelle gemäß dem Verbraucherzählpfeilsystem beschriftet.– Die aktive Quelle, die den Diodenstrom liefert, ist in der äußeren Beschaltung der Diode enthalten, also im Diodenmodell nicht zu finden.